# 전모 (쓰개)

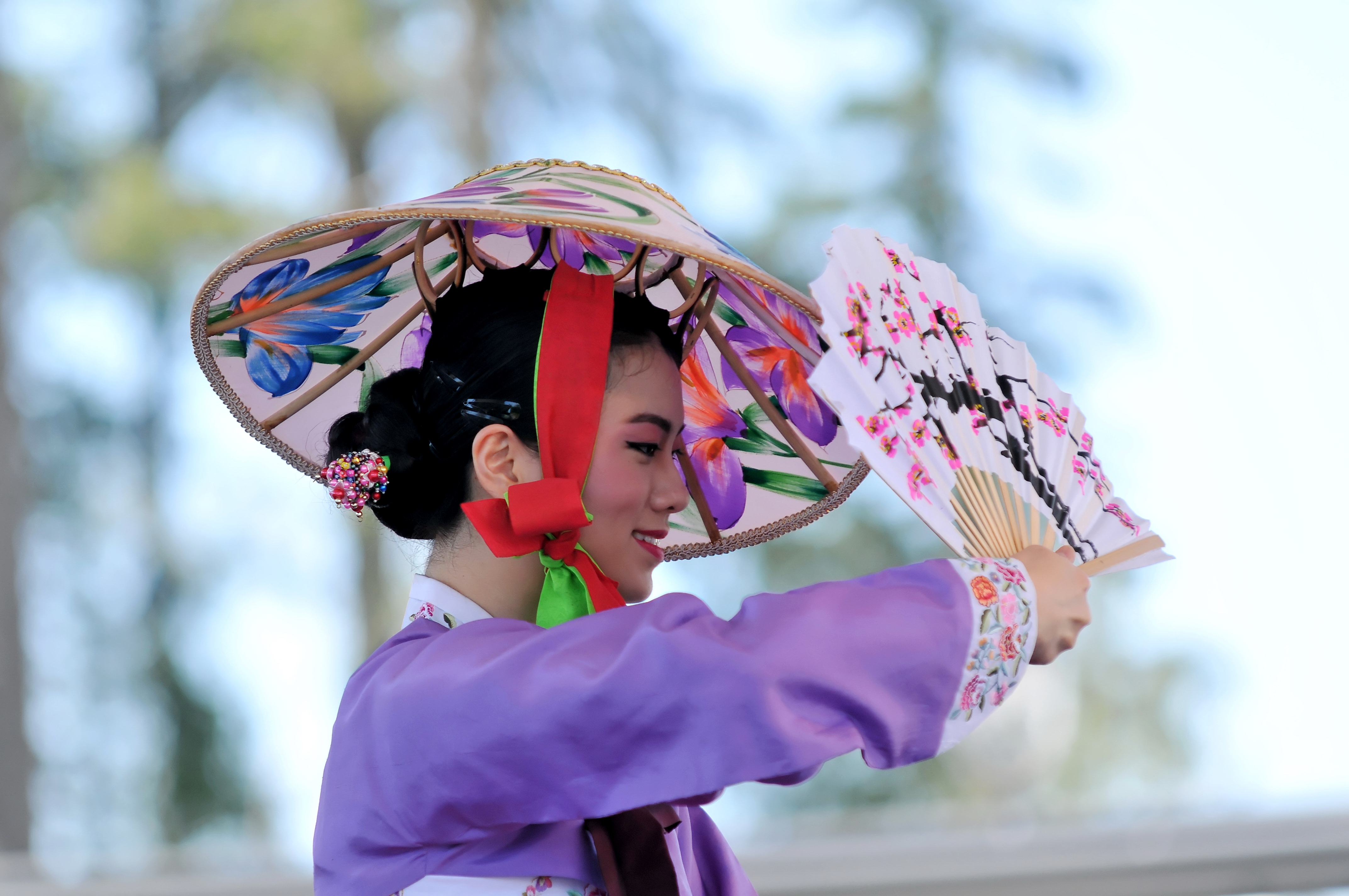
전모를 쓴 한복 모델

전모(氈帽)는 조선시대 때 여성들이 외출을 할 때나 나들이를 할 때 쓰던 모자의 일종이다. 형태는 갓과 비슷하되 화형(圓形), 혹은 대각형으로 되어 있으며, 크기는 어깨를 넘을 정도로 넓다.

## 제작
삿갓처럼 펼쳐지게 만든 대나무 테두리에 14~16개의 살을 대어 6~10각으로 된 기본 형태를 만든 뒤 한지를 두 겹으로 하여 풀을 바르고 말리고, 전모 한 가운데 태극 문양을 그린 다음에 톱니 테두리를 두른 후 표면 가장자리에 박쥐나 나비, 꽃 등의 무늬와 수(壽), 복(福), 부(富), 귀(貴) 등의 글자를 써넣어 장식한 후 들기름에 절여 만든다. 박쥐 무늬는 오복(五福)을 빌기 위해 8개를 넣었으며, 글자 장식은 장수와 현세의 복락을 기원하는 주술적 의식을 내제한다. 전모 안의 머리를 넣는 부분엔 쓰기에 편하도록 머리에 맞춘 테가 있으며, 머리테 양 쪽에 비단으로 끈을 길게 달아, 쓸 때 턱 밑에서 결을 맺으며 끝이 늘어지게 하였다.

## 용도
전모는 하류층의 쓰개로, 귀족층에서는 별로 착용하지 않았다. 자루 없는 우산 같은 형태로 보아 내외를 목적으로 한 것도 있으되 장식이나 햇빛을 가리기 위해 사용하기도 했던 것으로 생각된다. 《가례도감의궤》 중 행렬도에서 의녀와 기행나인들이 착용하고 있어 궁중에서도 사용한 예를 알 수 있으나, 상류층의 부녀자들이 사용한 예는 찾아볼 수 없다. 또한, 신윤복의 풍속도를 바탕으로 미루어, 기녀들이 바깥 나들이를 할 때에 말을 타고 쓰기도 했음을 알 수 있다. 내외법으로 인해 외출 시에 양반과 서민 여성은 쓰개치마와 장옷을 쓰고 다닌데 비해 기녀는 내외법이 적용되지 않았기 때문에 외출 시 낯을 가리지 않아도 되었으므로 장식적인 목적으로 길이가 짧은 쓰개나 전모를 쓰고 다녀 자신의 얼굴을 타인에게 잘 보이도록 하였다.

## 사진 자료

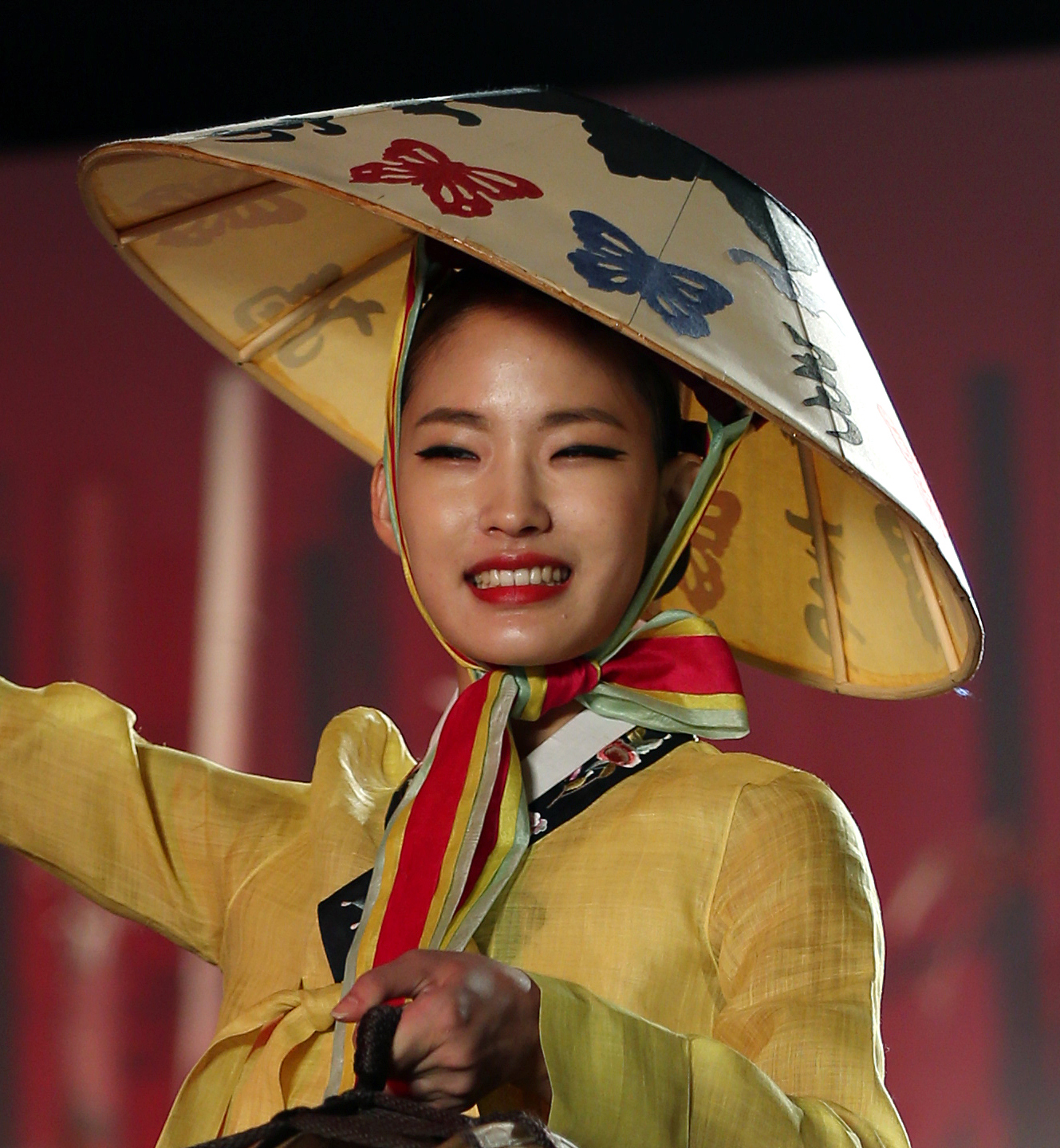
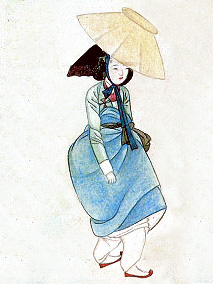
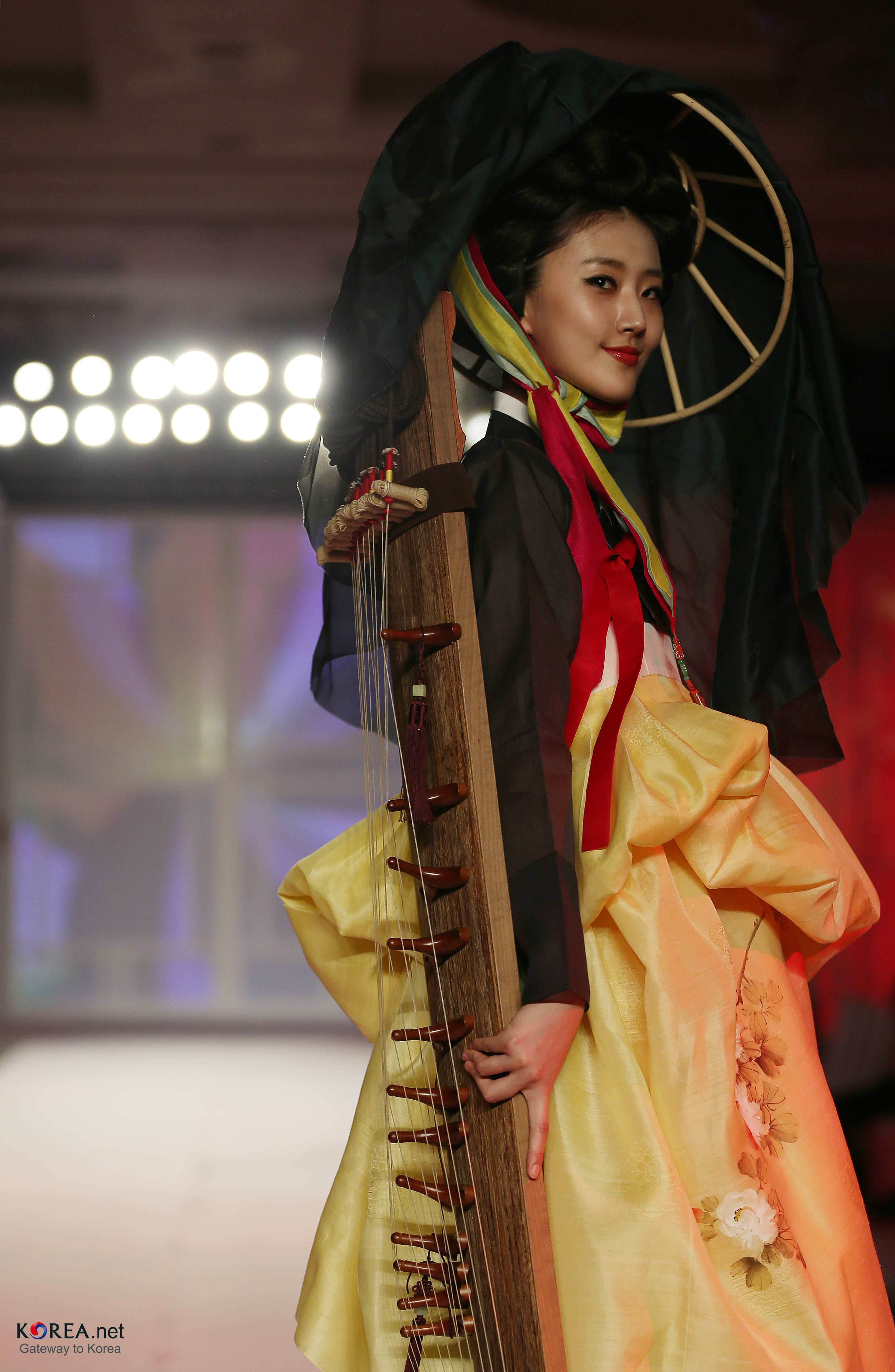
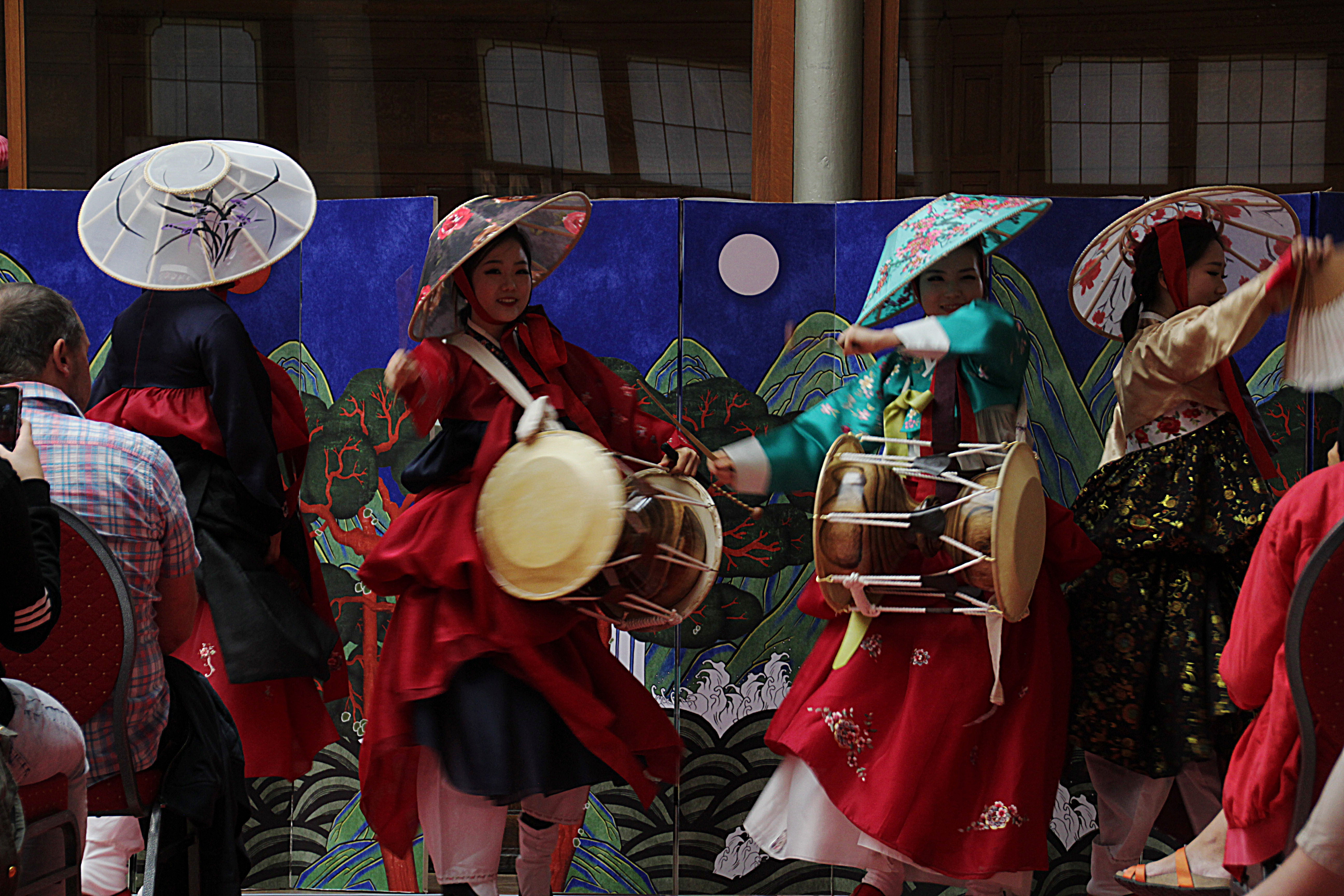